# Corrhenes
Corrhenes is een kevergeslacht uit de familie van de boktorren (Cerambycidae). De wetenschappelijke naam van het geslacht werd voor het eerst geldig gepubliceerd in 1865 door Pascoe.

## Soorten
Corrhenes omvat de volgende soorten:
- Corrhenes fulva Pascoe, 1875
- Corrhenes funesta (Pascoe, 1859)
- Corrhenes grisella Pascoe, 1875
- Corrhenes nigrothorax McKeown, 1942
- Corrhenes mastersi (Blackburn, 1897)
- Corrhenes scenica (Pascoe, 1863)
- Corrhenes cordata McKeown, 1942
- Corrhenes crassicollis (Pascoe, 1864)
- Corrhenes elongata Breuning, 1938
- Corrhenes flavovittata Breuning, 1938
- Corrhenes funebris Breuning, 1938
- Corrhenes glauerti McKeown, 1948
- Corrhenes guttulata Pascoe, 1865
- Corrhenes macmillani Gilmour, 1950
- Corrhenes mystica (Pascoe, 1863)
- Corrhenes papuana Breuning, 1959
- Corrhenes paulla (Germar, 1865)
- Corrhenes picta (Pascoe, 1864)
- Corrhenes sectator (Pascoe, 1865)
- Corrhenes stigmatica (Pascoe, 1863)
- Corrhenes undulata Breuning, 1938